# Bèlbianes e Cavirac
Bèlvianes e Cavirac (en francès Belvianes-et-Cavirac) és un municipi del departament de l'Aude, a la regió d'Occitània.